# Barnafejű szivárványlóri
A barnafejű szivárványlóri (Trichoglossus euteles), korábban sárgafejű lóri, a madarak (Aves) osztályának a papagájalakúak (Psittaciformes) rendjéhez, és a szakállaspapagáj-félék (Psittaculidae) családjába, azon belül a lóriformák (Loriinae) alcsaládjába tartozó faj.

## Előfordulása
Indonézia és Kelet-Timor területén honos. Sík-és hegyvidéki erdők lakója.

## Megjelenése
Testhossza 25 centiméter.
|  |